# Titanethes absoloni
Titanethes absoloni är en kräftdjursart som beskrevs av Karl Wilhelm Verhoeff 1901D. Titanethes absoloni ingår i släktet Titanethes och familjen Trichoniscidae. Inga underarter finns listade i Catalogue of Life.